# Варунцян, Исай Сергеевич
Исай Сергеевич Варунця́н (1898—1988) — советский учёный в области селекции и семеноводства хлопчатника.

## Биография
Родился 28 сентября (10 октября) 1898 года в Шуше (ныне Нагорный Карабах).
Окончил ТбПИ (1923).
- 1923—1924 — полевод Караязской опытной станции
- 1925 — стажер Туркестанской с.-х. опытной станции
- 1926—1940 — зав. отделом селекции хлопчатника АзНИИ хлопководства, одновременно с 1932 года вел курс лекций в АзСХИ.
- 1940—1948 — ученый секретарь Государственной комиссии по сортоиспытанию технических культур
- 1946—1956 — ученый секретарь секции технических культур ВАСХНИЛ.

Заместитель главного редактора журнала «Агробиология» (1949—1965). Вице-президент, академик-секретарь Отделения земледелия ВАСХНИЛ (1961—1964), член бюро Отделения земледелия и председатель секции хлопководства ВАСХНИЛ (1965).
Академик ВАСХНИЛ (1948).
Вывел ценные сорта хлопчатника, районированные на больших площадях. Автор первого в СССР вилтоустойчивого сорта 915, соавтор первого тонковолокнистого сорта хлопчатника 2966-1. Его сорт 1298 высевался более 25 лет.
Вывел несколько скороспелых сортов для северных районов, что содействовало расширению ареала хлопчатника.
Умер в 1988 году. Похоронен на Востряковском кладбище.

## Награды и премии
- Сталинская премия второй степени (1949) — за выведение новых сортов хлопчатника
- орден Ленина
- два ордена Трудового Красного Знамени
- орден «Знак Почета»
- медали

## Автор учебников
- Хлопчатник и многолетние травы: учеб. пособие для слушателей агротехн. групп второго года обучения… / соавт.: Ю. А. Бакулин и др.; М-во хлопководства СССР. Гл. упр. с.-х. пропаганды. — М., 1952. — 295 с.
- Хлопководство / соавт.: А. С. Александров и др. — М.: Сельхозгиз, 1956. — 408 с. — (Учеб. и учеб. пособия для с.-х. техникумов)